# Abdeljalil Boumehdi
Pour les articles homonymes, voir Boumehdi.
 (mars 2011).
Abdeljalil Boumehdi (1978-2008) est un champion marocain de lutte gréco-romaine.

## Biographie
Ancien membre de l'Équipe Nationale Marocaine de Lutte, il fut champion d'Afrique et d'Arabie en 1997-1998 dans cette discipline. En France depuis 1996, il devait être naturalisé et sélectionné pour faire partie en l'an 2000 de l'équipe française de lutte aux Jeux olympiques d'été de Sydney, mais "le décret de naturalisation n'a jamais été publié", Abdeljalil Boumehdi ayant entre-temps été mis en examen pour complicité d'assassinat.
Il est acquitté par la cour d'assises de Melun ; l'avocat général, Philippe Bilger avait d'ailleurs demandé à la cour de statuer en ce sens, ce qui est rarissime.
Le 25 avril 2008, il est assassiné en région parisienne à l'âge de 30 ans de trois balles dans la tête et trois dans l'abdomen à Montereau-Fault-Yonne (Seine-et-Marne).
Marié et père d'un enfant, travaillant dans un bowling, Abdeljalil Boumehdi avait été déjà plusieurs fois victimes d'agressions et de tentatives d'assassinat : au fusil de chasse, en 2001, alors qu'il était vigile dans un supermarché, à l'arme blanche en 2002, au pistolet mitrailleur, en 2005, alors qu'il se trouvait dans sa voiture.